# Hydra, OS
HYDRA este un sistem de operare timpuriu cu capabilități de bază pentru securitate ce lucrează cu programe obiect, cu micronucleul (microkernel) conceput pentru a sprijini o gamă largă de sisteme de operare pentru a rula cu ajutoru lui. 
HYDRA a fost creat ca parte a proiectului C. MMP, proiectul Universității din Carnegie-Mellon în 1971. 
HYDRA a fost conceput modular și sigur, proiectat să fie  destul de flexibil pentru o ușoară experimentare.